# Huskvarna stadshus (2017)
Huskvarna stadshus är en byggnad i Madängen i Huskvarna färdigställd 2017, vid förlängningen av Esplanaden mot Esplanadbron över Huskvarnaån. Där finns bland annat olika förvaltningar och verksamheter med koppling till Jönköpings kommun. 
Huskvarna stadshus låg tidigare, sedan 1946, i det 1916 uppförda tidigare post-, telegraf- och bankhuset vid Esplanaden.

## Användning och historik
Stadshuset är fem våningar högt. Det innehåller kontor för förvaltningar inom Jönköpings kommun, Huskvarna bibliotek och sessionssal. I den andra byggnadsdelen finns affärslokaler för en detaljhandel på omkring 3 800 kvadratmeter och ett apotek.
Byggnaden, som är uppdelad i två distinkta delar, är ett samprojekt mellan Jönköpings kommun och Ica Fastigheter AB och ägs av bägge parter med en tredimensionell fastighetsindelning. 

## Arkitektur
Byggnaden ritades av arkitekterna Palle Widegren och Leo Thavelin på HMXW Arkitekter. Uppdraget för att rita och uppföra stadshuset tilldelades arkitektkontoret 2011, och byggnaden uppfördes 2015–2017 på en tidigare soptipp i kvarteret Madängen. Sammanlagt finns drygt 300 kontorsarbetsplatser. I suterräng ligger en mataffär, och stadshuset som ligger med entré mot huvudgatan inrymmer kontor, sessionssal och bibliotek. Stadsbyggnadsnämnden i Jönköpings kommun tilldelade stadshuset kommunens stadsbyggnadspris i klassen god arkitektur.